# Frigga kessleri
Frigga kessleri là một loài nhện trong họ Salticidae.
Loài này thuộc chi Frigga. Frigga kessleri được Władysław Taczanowski miêu tả năm 1872.